# Phrator variegatus
Phrator variegatus é uma espécie de insetos coleópteros pertencente à família Carabidae.
A autoridade científica da espécie é Olivier, tendo sido descrita no ano de 1811.
Trata-se de uma espécie presente no território português.